# Aricia crassipuncta
Aricia crassipuncta är en fjärilsart som beskrevs av Tutt 1912. Aricia crassipuncta ingår i släktet Aricia och familjen juvelvingar. Inga underarter finns listade i Catalogue of Life.